# Hoplodrina sanildefonsensis
Hoplodrina sanildefonsensis là một loài bướm đêm trong họ Noctuidae.